# Ли Чэнлян
Ли Чэнлян (1526—1618) — крупный китайский военачальник корейского происхождения на службе династии Мин. Стал известным после того, как отразил пять крупных монгольских походов на территорию Ляодуна.
Происходил из бедной военной семьи (родился в городке Телин, Ляодун, сейчас — провинция Ляонин), за что длительное время находился в нищете. Это продолжалось до того момента, когда он достиг сорокалетнего возраста, тогда же он пошел служить в армию, в конце концов достигнув звания регионального командира Ляодунского полуострова, в чем ему помог главный секретарь Чжан Цзюйчжэн. Ли Чэнлян отслужил два срока на этой должности (первый длился 22 года, второй — 8 лет). Пытался поддерживать мирные отношения с чжурчжэнями.

## Борьба с монголами
При династии Мин чахарские монголы интенсивно мигрировали на восток и часто пытались разорить Ляодунский полуостров. Во время первого срока на посту Ли Чэнлян одержал пять крупных побед над монголами.
В 1575 году Тумэн-Дзасагту-хан вместе с более чем стотысячным конным войском вторгся в китайские владения, чтобы опустошить районы Ичжоу и Цзиньчжоу, но потерпел поражение от Ли Чэнляна и вынужден был отступить на запад. В 1578 году Тумэн-Дзасагту-хан напал на Ляоян, но вторично был разбит. В 1579 году Тумэн-Дзасагту-хан вторгся в Ичжоу и Цзиньчжоу, где осадил Гуаннин, но Ли Чэнлян в третий раз одержал победу над монголами. В 1580 году монгольский хан собрал сорокатысячную армию и вторгся в Ляодун. Ли Чэнлян вновь вышел победителем. В 1581 году Тумэн-Дзасагту-хан собрал всех боеспособных мужчин из девяти племен, число которых достигло 100 тысяч воинов и лошадей. После этого он в последний раз двинулся через Ляодунский полуостров, чтобы пробиться к Пекину. Однако монгольская армия была разгромлена китайскими войсками Ли Чэнляна.

## Война с чжурчжэнями
Ван Гао, лидер чжурчжэней, часто нападал на пограничные города Минской империи. В 1573 году он убил военного командира города Фушунь. В связи с этим, китайская армия предприняла против него карательную экспедицию и заставила Ван Гао бежать на территорию чжурчжэньского племени Хада, где его захватил и передал Ли Чэнляну Ван Тай, хан хуньлунского племенного объединения. Ли Чэнлян казнил Ван Гао в 1575 году.
Смерть Ван Гао усилила борьбу за власть, которая уже происходила между вождями цзяньчжоуского племенного объединения. Гиочанга и его сына Такси, которые были вассалами Ван Гао, тайно объединились с ляодунским наместником Ли Чэнляном, чтобы укрепить свою власть. В 1582 году сын Ван Гао Атай (阿台) совершил набег на минские пограничные земли. Минский император организовал карательную экспедицию против него, которую поддержали Гиочанга и Такси. В последовавшем нападении на крепость Атая и при неясных обстоятельствах Гиочанга и Такси были убиты соперничающим лидером чжурчжэней Никаном Вайланом, который также был находился на стороне минской армии под командованием Ли Чэнляна. В время сражения с Атаем чжурчжэньские лидеры Гиочанга и Такси были убиты по приказу Ли Чэнляна. Ли Чэнлян воспитывал и защищал Нурхаци, сына Такси. При его поддержке Нурхаци постепенно наращивал свою силу в последующие годы. В 1583 году Нурхаци получил от Ли Чэнляна право наследования отцовских владений в качестве младшего вождя чжурчжэней. Позднее Ли Чэнлян передал Никан Вайлана Нурхаци в 1587 году, который немедленно приказал обезглавить его.
Благодаря ряду союзов и военным победам Нурхаци в конечном итоге сумел объединить все племена чжурчжэней под своим собственным руководством. Назвав себя ханом чжурчжэней, Нурхаци начал вооруженную борьбу против Минской империи. Первая из его семи больших обид как Casus belli на династию Мин, обнародованная в 1618 году, состояла в том, что минцы «без всякого оправдания нарушили наши границы и убили моего отца и деда».
Ли Чэнлян пользовался покровительством и поддержкой императора Ваньли (1572—1620) и его влиятельного великого секретаря Чжан Цзюйчжэна (1525—1582), который контролировал императорское правительство в течение десяти первых лет правления Ваньли. Император и его секретарь даровали Ли Чэнляну и его сыновьям титулы и награды в северных провинция и столице, которыми никогда прежде не пользовались потомственные военные. Кроме получения части денежных средств, поступающих из столицы и предназначенных для провинции, Ли Чэнлян обогатился за счет различных военных трофеев, краж лошадей в приграничных землях и манипулирования ценами на приграничных рынках.
Ли Чэнлян вышел в отставку в отставку в 1591 году после 22 лет службы, на фоне не доказанных обвинений в фальсификации военных донесений. Он восстановлен в должности в 1603 году, когда прежний ляодунский наместник был отправлен в отставку. Несмотря на то, что ему было 66 лет, Ли Чэнлян принял эту должность и снова служил в течение 8 лет, прежде чем отправиться в отставку. В конце концов он умер в 1618 году, в возрасте 92 лет в Пекине, получив почетный титул «великого наставника» (Тай-Фу) императора.

## Потомки
Ли Чэнлян имел девять сыновей. Пять из них (Ли Жусун, Ли Жучжень, Ли Жучжан, Ли Жубай, и Ли Жумей) стали региональными командирами, а остальные четыре - Ли Жуцзи, Ли Жуву, Ли Жугуй и Ли Жунань — заместителями региональных командиров.